# Erich Probst
Erich Probst (* 5. Dezember 1927 in Wien; † 16. März 1988) war ein österreichischer Fußballspieler und Teilnehmer an der Weltmeisterschaftsendrunde 1954.

## Karriere

### Vom Nachwuchsstar der Admira zum Serienmeister mit Rapid
Der gelernte Stürmer begann seine Karriere bei der Admira Wien in Jedlesee, wo er bereits als 17-Jähriger einen Stammplatz in der Sturmreihe der Kampfmannschaft hatte. Für den Verein spielte er vier volle Saisonen bis 1949, im Angriff stand im damals unter anderem Erich Habitzl zur Seite, er selbst suchte jedoch den Anschluss an einen Spitzenverein. Über einen einjährigen Zwischenstopp bei der Vienna kam er im Sommer 1950 zum SK Rapid Wien. Mit den Hütteldorfern wurde er viermal österreichischer Meister und erreichte zweimal den dritten Rang.
Bereits in der ersten Saison 1950/51 erzielte der Wiener in 23 Spielen 28 Tore und hatte damit gemeinsam mit Robert Dienst der in dieser Saison österreichischer Torschützenkönig wurde, wesentlichen Anteil am Gewinn der Meisterschaft. In derselben Saison feierte Erich Probst mit dem Zentropa-Cup-Sieg seinen größten Erfolg auf Vereinsebene und konnte zu diesem Triumph bei zwei Einsätzen immerhin vier Tore beisteuern. Das Folgejahr verlief für Probst mit der Titelverteidigung und 28 Toren in der Meisterschaft bei nur 18 Einsätzen wiederum sehr erfolgreich, überdies erzielte er am 9. August 1951 beim 4:0-Erfolg der Wiener über den SK Sturm Graz das 2.600 Meisterschaftstor der Grün-Weißen seit Einführung der Meisterschaft im Jahr 1911.
Im Spieljahr 1952/53 erlitt die Mannschaft mit dem dritten Tabellenrang einen kleinen Rückschlag. Probst vermochte aber auch in dieser Saison als Stürmer zu überzeugen und kam bei 23 Einsätzen auf 20 Treffer. Den Titel eines österreichischen Torschützenkönigs durfte der Vollblutstürmer trotz seiner Treffsicherheit nie sein Eigen nennen, kam ihm doch in den erfolgreichen Jahren neben seinem Vereinskollegen Robert Dienst auch noch der Austria-Spieler Ernst Stojaspal zuvor. Für seinen Verein gelang ihm dafür am 30. August 1953 noch das 2.800 Meisterschaftstor eines Rapidlers im Spiel gegen Austria Salzburg. Obwohl Erich Probst sich durch seine Spiele im Nationalteam und vor allem durch seine Auftritte bei der Fußballweltmeisterschaft auch international einen Namen machte, blieb er seiner Rapid bis 1956 treu. Erst danach nahm Probst ein Angebot des Wuppertaler SV an und wechselte nach Deutschland.

### Als Legionär in Deutschland und der Schweiz
Für die Wuppertaler spielte er zwischen 1956 und 1958 in der Oberliga West. Der WSV hatte erheblich in die Mannschaft investiert, um unter Trainer Edmund Conen an der Spitze mitspielen zu können: Probsts neue Mitspieler waren u. a. Horst Szymaniak, "Coppi" Beck, mit Erich Haase ein Ex-DDR-Nationalspieler sowie mit Klaus Wilhelm und "Fifa" Augustat zwei Talente, die Sepp Herberger in sein legendäres Notizbuch eingetragen hatte. Probst bestritt 49 Punktspiele und erfüllte vor allem 1957/58 (14 Treffer, Platz 8 der Torschützenliste; im ersten Jahr nur sechsmal erfolgreich) durchaus die an seine Verpflichtung geknüpften Erwartungen – aber 1956/57 reichte es nur zu Platz 9, und in Probsts zweitem Jahr stieg der WSV als Vorletzter sogar ab. Deshalb wechselte der Stürmer in die Schweiz zum FC Zürich.

### Zurück in Österreich
Im Winter 1959 kehrt Erich Probst nach Österreich zurück und wurde für die damalige Vereins-Rekordtransfersumme von 90.000 österreichischen Schillingen von Karl Sachs, dem Präsidenten des SV Austria Salzburg an die Salzach geholt. Probst wurde als Nothelfer für die katastrophal in die Saison gestartete Mannschaft engagiert und erfüllte mit 15 Toren, die wesentlich zum Klassenerhalt der Salzburger beitrugen, die in ihn gesteckten Erwartungen. Am Ende seiner Karriere schaffte er bei Salzburg sogar nochmals die Rückkehr in die österreichische Nationalmannschaft und wurde damit der erste Spieler der Salzburger, dem diese Ehre zuteilwurde. Nach Beendigung seiner Spielerlaufbahn engagierten ihn die Mozartstädter für die Saison 1960/61 sogar als Trainer. Nach einer sehr schlechten Herbstsaison wurde er jedoch von Karl Vetter abgelöst, sodass er sich entschloss, sich noch einmal als Stürmer zu versuchen. Nach einem Jahr beim SAK kehrte er zu einer seiner früheren Stationen zurück: die Vienna. In Döbling spielte er noch bis 1962 um die österreichische Meisterschaft und schoss auch die letzten seiner 150 Erstligatore.

### Karriere in der Nationalmannschaft
Erich Probst absolvierte von 1951 bis 1960 insgesamt 19 Länderspiele für Österreich und erzielte dabei 17 Tore. Sein Debüt feierte er, als Sturmpartner seines kongenialen Vereinskollegen Robert Dienst von Rapid Wien, am 27. Mai 1951 beim 4:0-Erfolg der Österreicher über Schottland in Wien. Am 27. September 1953 schrieb Erich Probst gemeinsam mit der Nationalmannschaft ein Stück österreichischer Fußballgeschichte. Beim 9:1 Kantersieg in der Weltmeisterschafts-Qualifikation gegen Portugal steuerte er vor 60.000 begeisterten Zuschauern in Wien allein fünf Tore bei und erzielte dabei einen lupenreinen Hattrick. Der bisher höchste Sieg in einer WM-Qualifikation machte aber nicht nur Probst zu einem Superstar, sondern brachte Österreich damals auch an die Spitze der europäischen Fußballnationen. Die übrigen Tore erzielten an diesem Tag Ernst Happel, Theodor Wagner, Ernst Ocwirk und Robert Dienst.
Den glanzvollen Höhepunkt seiner Karriere stellt die Teilnahme und das Erreichen des dritten Platzes bei der Fußball-Weltmeisterschaft 1954 unter Trainer Walter Nausch in der Schweiz dar. Zu seinen größten persönlichen Erfolgen zählt dabei das Siegestor zum 1:0-Erfolg über Schottland im ersten Gruppenspiel der Österreicher, das der Mannschaft den Weg zum Gruppensieg ebnete. Der Siegestreffer fiel bereits in der 33. Minute nach einer sehenswerten Kombination Ocwirk – Probst – Körner II – Probst, nachdem letzterer den schottischen Tormann Martin aus dem Tor lockte und trocken einschoss. Im zweiten Gruppenspiel gegen die Tschechoslowakei erzielte Probst binnen einer Viertelstunde die Tore zum 2:0, 3:0 und 4:0. Sehenswert war vor allem der Treffer zum 2:0, als Probst eine Flanke von Stojaspal volley übernahm und wuchtig in das Gehäuse des tschechischen Torhüters Stacho einnetzte und sein Tor zum 4:0 das er durch einen Bombenschuss ins Kreuzeck erzielte. Den Schlusspunkt unter den Trefferreigen setzte Ernst Stojaspal mit seinem zweiten Tor zum 5:0 in der 64. Minute.
Im Viertelfinale gegen die Schweiz konnten die Österreicher einen 0:3-Rückstand noch in einen historischen Sieg umwandeln, wobei Erich Probst mit seinem Treffer zum 7:5-Endstand den Schlusspunkt setzte. Sein sechstes und letztes Tor erzielte Probst mit dem Anschlusstreffer zum 2:1 im Semifinalspiel gegen Deutschland, das letztlich überraschend und klar mit 1:6 verloren ging. Im Verlauf des Turniers kam Probst in fünf von sieben Spielen zum Einsatz und wurde mit seinen dabei erzielten sechs Toren hinter dem Ungarn Sándor Kocsis und ex aequo mit dem Deutschen Maximilian Morlock und dem Schweizer Josef Hügi Zweiter der Torschützenliste.
Nach der Weltmeisterschaft kam Erich Probst nur noch bis 1955 zu einigen Teameinsätzen. Während seiner Engagements beim Wuppertaler SV und beim FC Zürich wurde er kein einziges Mal für das österreichische Nationalteam berücksichtigt und schien seine Karriere im Dress der Österreicher bereits vorzeitig beendet. Nach seiner Rückkehr nach Österreich feierte Erich Probst als Spieler des SV Austria Salzburg 1960 unter Teamchef Karl Decker für ein Spiel ein Comeback in der Nationalmannschaft. Bei dem zum Europacup der Nationen zählenden Länderspiel gegen Frankreich erzielte er am 27. März 1960 den Treffer zum 2:4-Endstand und damit sein 17. Tor für das Nationalteam.

## Stationen als Spieler
- SK Admira Wien (bis 1949)
- First Vienna FC 1894 (1950)
- SK Rapid Wien (1950–1956)
- Wuppertaler SV (1956–1958)
- FC Zürich (1958/59)
- SV Austria Salzburg (1959/60)
- Salzburger AK 1914 (1961)
- First Vienna FC (1962–1963)

## Erfolge
- Zentropacup-Sieger: 1951
- 4 × Österreichischer Meister: 1951, 1952, 1954, 1956
- Dritter der Weltmeisterschaft 1954 mit dem österreichischen Nationalteam
- 19 Länderspiele und 17 Tore für die österreichische Nationalmannschaft von 1951 bis 1960

## Stationen als Trainer
- 1960 SV Austria Salzburg